# 東インド諸島

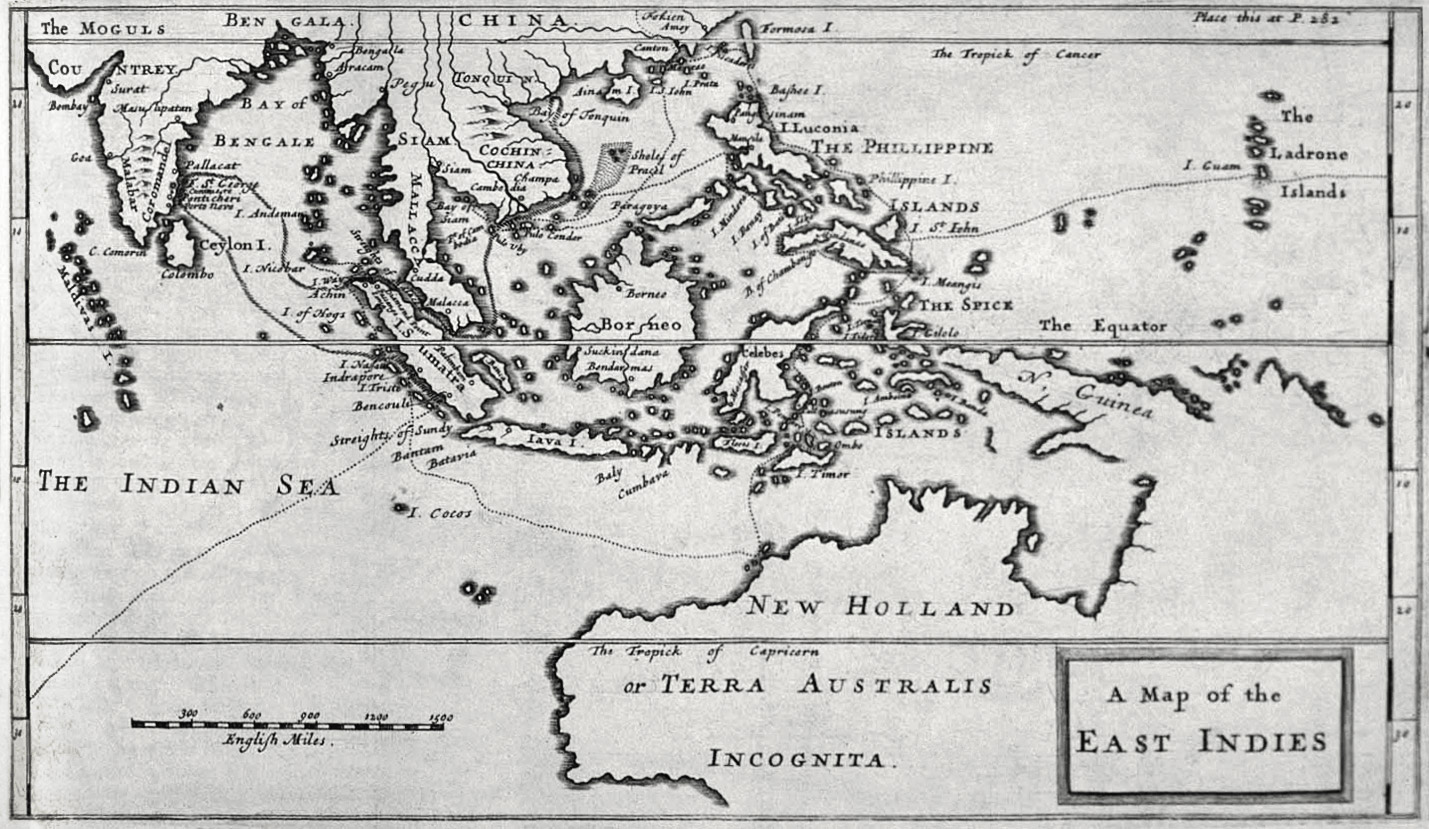
東インド諸島の古地図

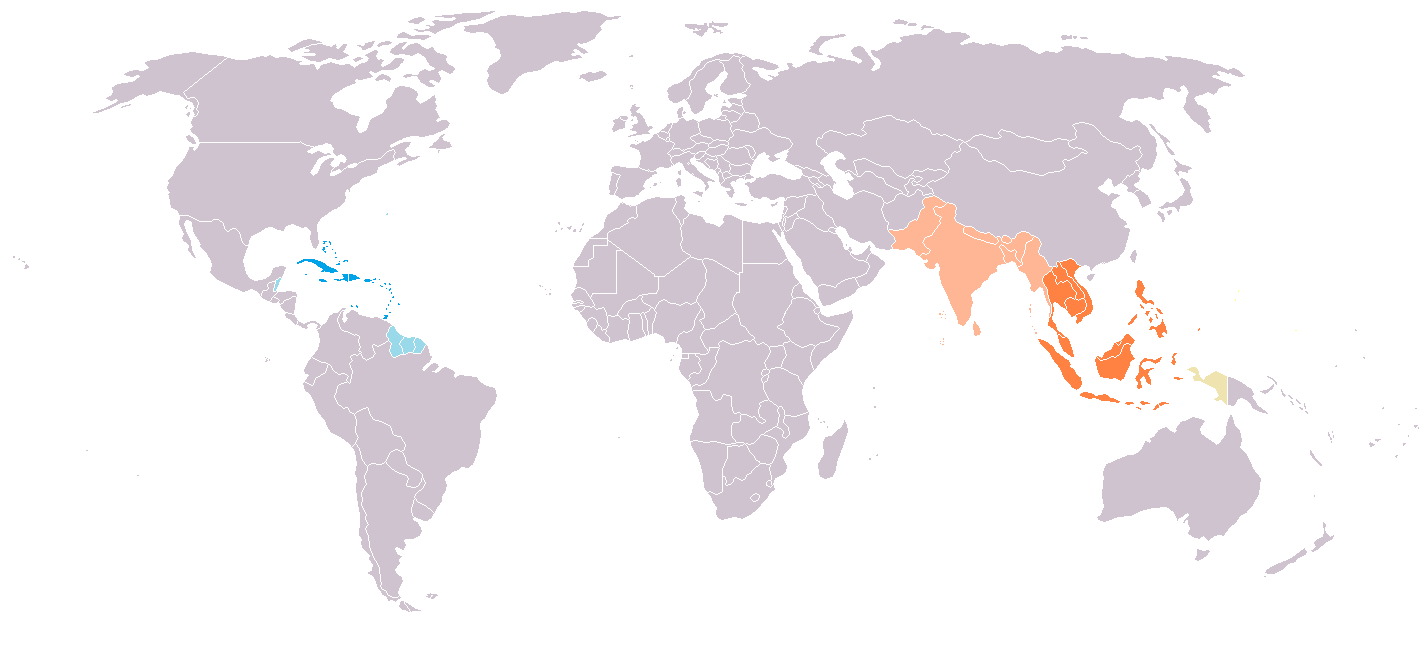
広義のEast Indies（オレンジと淡いオレンジ）。黄色は域外。

東インド諸島（ひがしインドしょとう、とうインドしょとう、英語: East Indies、スペイン語: Indias Orientales）は、かつて東南アジアの島嶼地域を呼んだ名。およそ、現在のインドネシア（ニューギニア島を除く）、フィリピン、マレーシアのボルネオ島部分、シンガポール、ブルネイ、東ティモールに当たる。「東インド」という名称は、大航海時代にアメリカ大陸に到達したヨーロッパ人が、当初その地をインドと信じたものの、のちに本来のインドとは異なることに気づき、アメリカ大陸を「西インド」、本来のインドとその近隣地域を「東インド」と呼称したことによる。
英語のEast Indiesには、「島」の意味はなく、広義にはインドシナ半島やインドも含む。
オランダ領東インド諸島（Dutch East Indies）成立後は、特にこの地域を指すことが多い。